# روابط ایرلند و اسرائیل

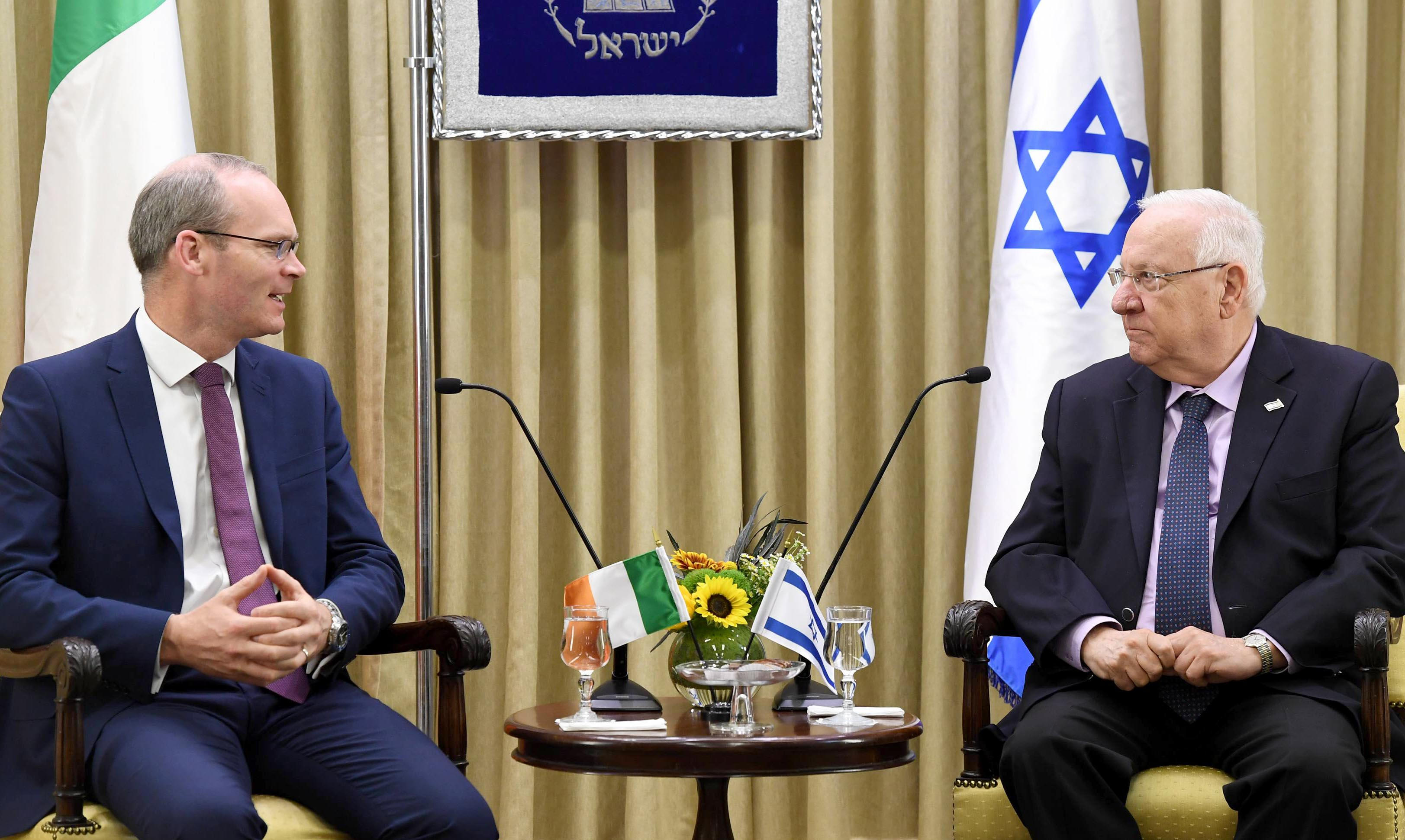
رئیس‌جمهور اسرائیل رووین ریولین با سیمون کوونی، ۲۰۱۷

روابط ایرلند و اسرائیل روابط خارجی میان دو کشور ایرلند و اسرائیل است.

## تاریخ
از ۲۵ ژانویه ۱۹۹۶، ایرلند در تل آویو و اسرائیل در دوبلین سفارت دارند. سفیر اسرائیل در ایرلند اوفیر کاریو و سفیر ایرلند در اسرائیل کایل او'سولیوان است. هر دو کشور عضو کامل اتحادیه مدیترانه هستند.

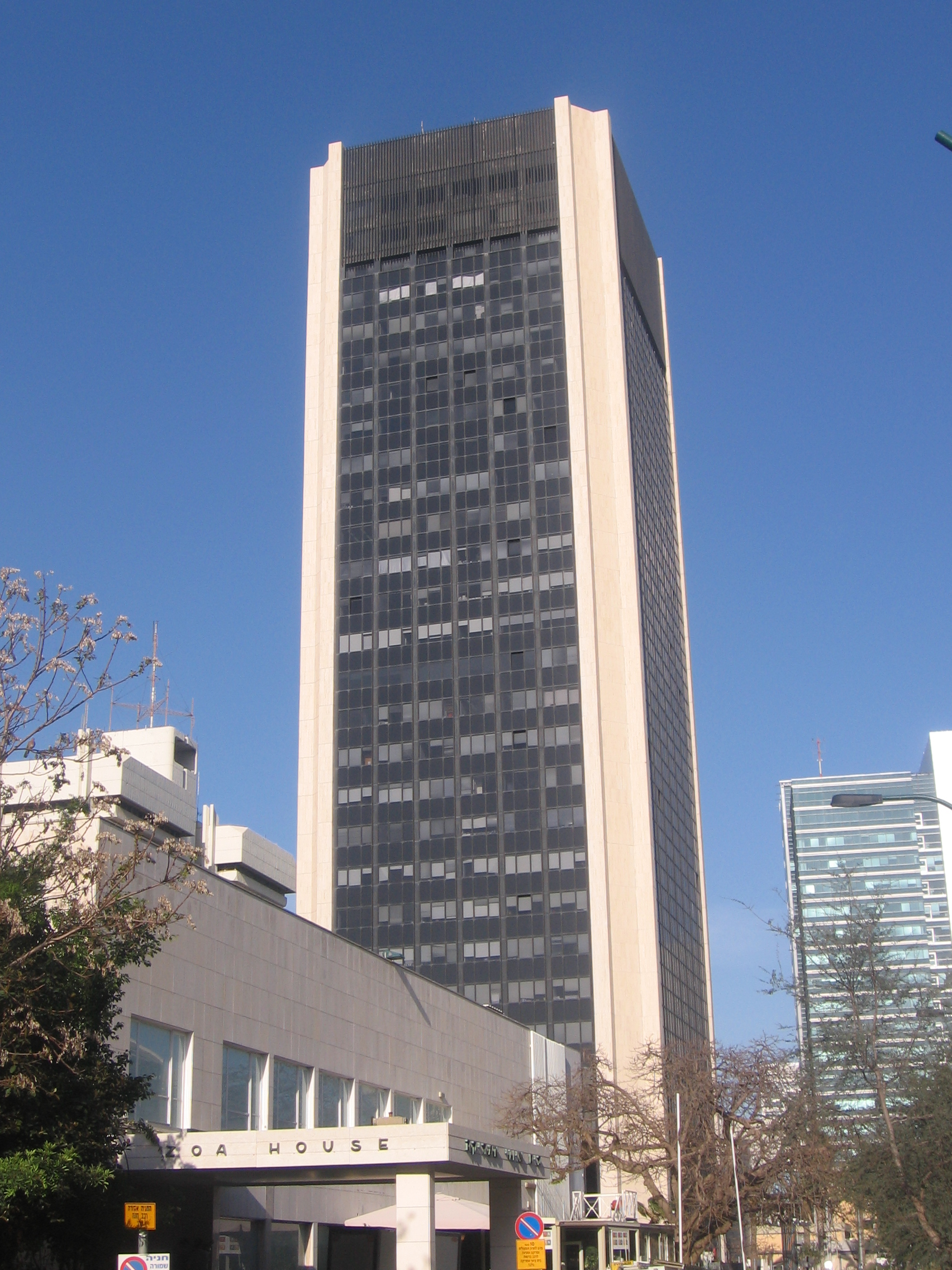
سفارت ایرلند، تل آویو

ایرلند تنها اسرائیل را دوژور در سال ۱۹۶۳ به رسمیت شناخت، و هر دو کشور روابط دیپلماتیک در سال ۱۹۷۵ را آغاز کردند، زمانی که سفیر ایرلند در سوئیس نیز به اسرائیل معتبر شناخته شد. پیش از آن ایرلند به دلیل نقض ادعاهای اسرائیل در قطعنامه‌های سازمان ملل از برقراری روابط خودداری کرده بود. در سال ۱۹۸۱، ایرلند حمله اسرائیل به رآکتور هسته ای عراق محکوم کرد. ایرلند تا ۲۰ دسامبر ۱۹۹۳ اجازه راه اندازی سفارت اسرائیل را نداد. دو هفته پیش از آن، ایرلند به یاسر عرفات رهبر سازمان آزادیبخش فلسطین اجازه دیدار و افتتاح هیئت را داده بود.

## روابط تجاری و گردشگری
روابط تجاری میان اسرائیل و ایرلند به اوایل تشکیل دولت اسرائیل برمی گردد. در سال ۱۹۸۸، صادرات اسرائیل به ایرلند ۲۳٫۵ میلیون دلار ارزیابی شده‌است و صادرات ایرلند به اسرائیل ۳۲٫۸ میلیون دلار ارزیابی شده‌است. در سال ۲۰۱۰ میزان واردات اسرائیل از ایرلند به ۵۲۰ میلیون دلار و صادرات به ایرلند ۸۱ میلیون دلار بود.
صادرات اسرائیل به ایرلند شامل ماشین آلات و وسایل الکترونیکی، لاستیک و پلاستیک، مواد شیمیایی، منسوجات، تجهیزات نوری / پزشکی، سنگهای قیمتی و میوه و سبزیجات است. صادرات ایرلند به اسرائیل شامل ماشین آلات و وسایل الکترونیکی، مواد شیمیایی، منسوجات، مواد غذایی، نوشیدنی‌ها و تجهیزات نوری / پزشکی است. توافق‌نامه دو جانبه در مورد مالیات مضاعف در سال ۱۹۹۵ امضا همکاری اقتصادی را تسهیل کرده‌است.
طبق روزنامه هاآرتس، ایرلند محبوب‌ترین مقصد مسافران تعطیلات اسرائیلی در سال ۲۰۰۰ بود. در سال ۲۰۰۴، تعداد اکثر شهروندان ایرلندی برای شرکت در بازی مقدماتی ایرلند و اسرائیل در جام جهانی از اسرائیل دیدن کردند.

## ایرلند و درگیری‌های اسرائیل و فلسطین
ایرلند سالانه ۱۰ میلیون یورو کمک دو جانبه و چند جانبه به مردم و سازمانهای فلسطین از جمله ۳٫۵ میلیون یورو از طریق اونروا ارائه می‌دهد.
در ۵ ژوئن ۲۰۱۰، کشتی کمک بشردوستانه راشل کوری که از ایرلند به غزه می‌رفت، توسط نیروی دریایی اسرائیل رهگیری و ضبط شد. این امر باعث ایجاد تنش سیاسی میان ایرلند و اسرائیل شد.
در ۲۵ ژانویه ۲۰۱۱، ایرلند نماینده فلسطین در ایرلند را به سفارت کامل ارتقا داد، که منجر به احضار سفیر ایرلند در اسرائیل شد. اسرائیل اعلام کرد که از این تصمیم «پشیمان است» و به دلیل سیاست مغرضانه دولت ایرلند در مورد درگیری‌ها طی سالها تعجب نکرد.
در اکتبر ۲۰۱۴، مجلس اعلای ایرلند از دولت خواست که رسماً به دولت فلسطین رسمیت ببخشد و اقدامات فعالی را برای پیشبرد راه حل مناسب دو کشور برای منازعات اسرائیل و فلسطین انجام دهد.